# Helmet (Band)
Helmet ist eine US-amerikanische Alternative-Metal-Band aus New York City.

## Geschichte
Gegründet wurde Helmet Ende der 1980er Jahre in New York City von Page Hamilton (Lead-Gitarre, Gesang), Peter Mengede (Gitarre), Henry Bogdan (Bass) und John Stanier (Schlagzeug).
Nach ständig wechselnder Besetzung und einer längeren Pause von 1997 bis 2004 existiert die Band um Mastermind Page Hamilton heute wieder, allerdings in beinahe komplett neuer Besetzung: Nach einem Intermezzo mit dem Anthrax-Mitglied Frank Bello am Bass (Tourmitglied), dem ehemaligen Testament- und White-Zombie-Drummer John Tempesta sowie Chris Traynor, dem früheren Gitarristen von Orange 9mm, der außerdem bei Gavin Rossdales Band Institute beschäftigt ist, sind derzeit Dan Beeman an der Gitarre, Dave Case am Bass und Kyle Stevenson am Schlagzeug die Bandmitglieder. Einziges verbliebenes Gründungsmitglied ist Page Hamilton.
Das Album Size Matters, auf dem der typische Helmet-Sound insbesondere mit melodischeren Varianten erweitert wird, enttäuschte viele Kritiker, die Page Hamilton vorwarfen, seine Epigonen zu kopieren.
Am 18. Juli 2006 erschien das Album Monochrome. Darin kehren Helmet teilweise wieder zu ihrem alten Sound zurück. Neu in der Besetzung sind Mike Jost als Schlagzeuger und Jeremy Chatelain am Bass.
Nach Veröffentlichung des Videos zum Titelsong Monochrome waren Helmet Headliner der Vans Warped Tour 2006, kurz nach Ende der Tour stiegen die Bandmitglieder Chris Traynor und Mike Jost aus persönlichen und familiären Gründen aus, auch Jeremy Chatelain verließ die Band. Page Hamilton stand nun alleine da, machte sich jedoch kurze Zeit später wieder auf die Suche nach neuen Bandmitgliedern.
Im Herbst des gleichen Jahres stellte Page Hamilton ein komplett neues Line-Up zusammen, bestehend aus Jimmy Thompson (Gitarre), Jon Fuller (Bass) und Kyle Stevenson (Schlagzeug). Im Januar 2007 erfolgte eine kleine Tour entlang der US-Westküste als Tour-Support für die Band Guns N’ Roses.
Der Song Monochrome von Helmet ist Teil des Soundtracks zum Horrorfilm Saw III von 2006.
Im März 2007 ging die Band auf Australien-Tour, die von Kritikern und Fans begeistert aufgenommen wurde.
Im April wurde das Video zum Song Money Shot veröffentlicht, das man auch auf der Myspace-Website der Band sehen kann.
Im Januar 2009 tourte Page Hamilton in komplett neuer Helmet-Besetzung durch kleine Clubs in Europa.
Am 17. September 2010 wurde das siebte Helmet-Studioalbum Seeing Eye Dog via Label Work Song veröffentlicht. Die Special Edition des Albums umfasst eine zweite CD mit Live-Aufnahmen von der Warped Tour 2006 in San Francisco.
Das achte Studioalbum trug den Titel Dead to the World und erschien am 28. Oktober 2016 auf dem Label Ear Music.
Im November 2019 berichtete die St. Paul Pioneer Press, dass Helmet an einem neunten Studioalbum arbeitete. Am 23. August 2023 veröffentlichte die Band die Single Holiday für deren neuntes Studioalbum Left, welches am 10. November 2023 veröffentlicht wurde.

## Stil

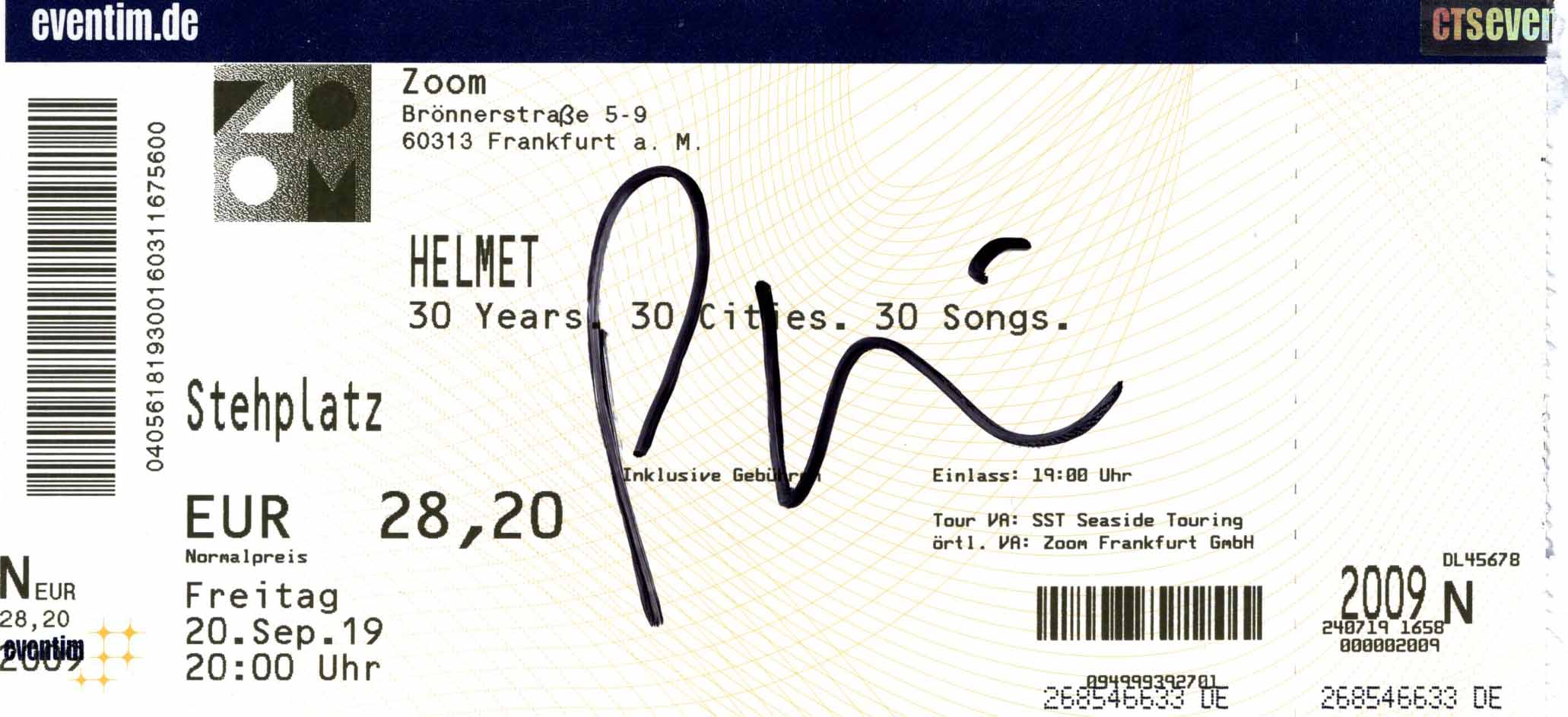
Autogramm von Page Hamilton auf einer Eintrittskarte für ein Helmet-Konzert (20. September 2019)

Die Band kombinierte NY-Hardcore mit Sonic-Youth-ähnlichen Lärmattacken und Jazz-beeinflusster Harmonik und Rhythmik.
Damit spielten Helmet einen außerhalb der Hardcore-Szene bis dato unbekannten Stil. Die simplen, knochentrockenen Gitarrenriffs wurden kombiniert mit einer einzigartigen rhythmischen Präzision und einem Gesang, den Page Hamilton als der Rhythmussektion zugehörig bezeichnete. Die auf D heruntergestimmte E-Saite (Dropped-D-Stimmung) ermöglichte es, Powerchords mit einem Finger zu spielen. Dieses „Hacken“ auf dem Griffbrett ist eins der wesentlichen Merkmale der ersten Alben.
Aufgrund dieser Einzigartigkeit wurde Helmets Stil zur Inspiration vieler Musiker aus dem härteren Rock-Bereich. Gerade Musikgruppen aus dem Bereich des später aufgekommenen Nu Metals berufen sich häufig auf Helmet und stellen deren Vorbildfunktion heraus.

## Diskografie

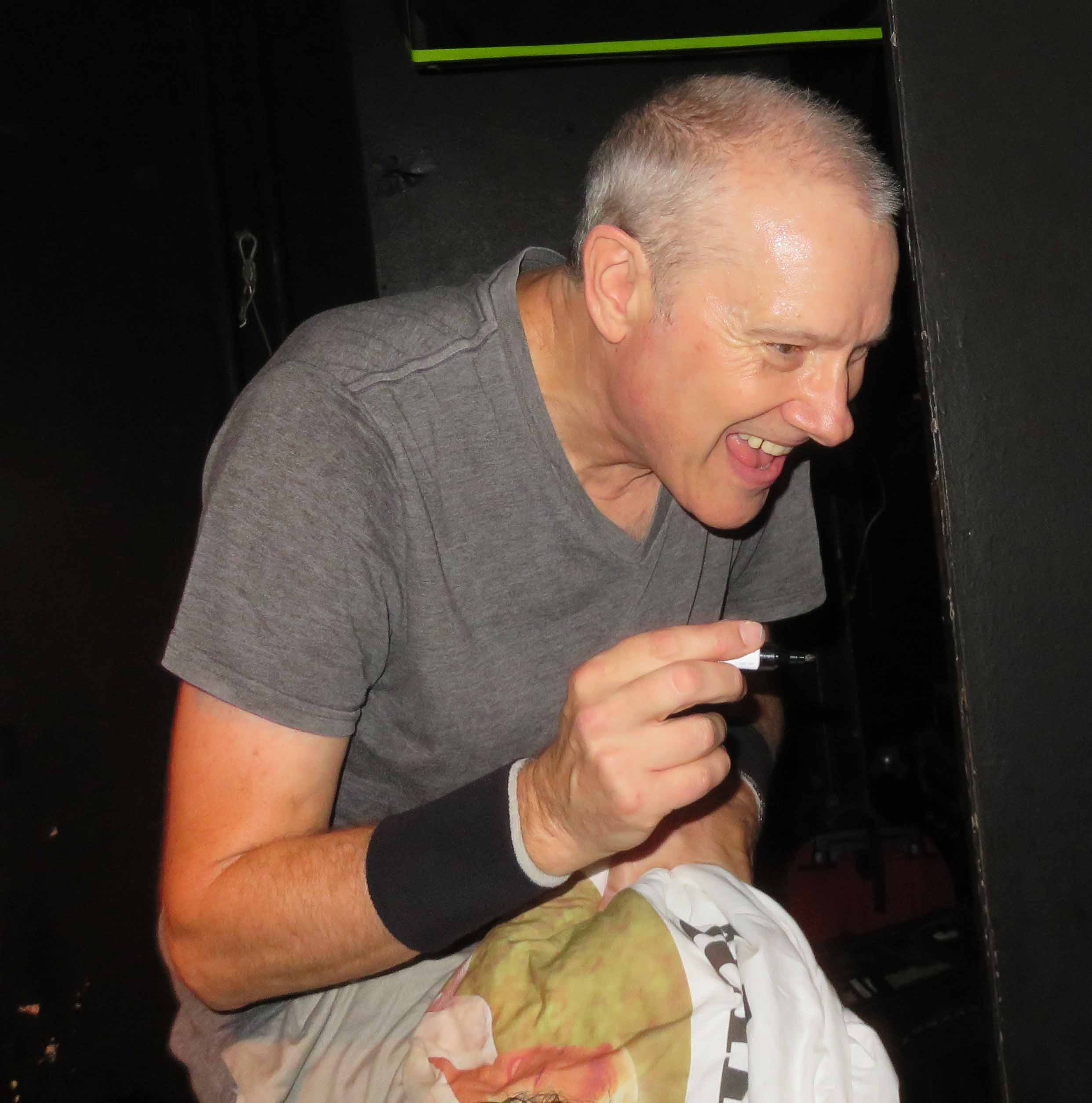
Sänger/Gitarrist Page Hamilton nach einem Helmet-Konzert in Frankfurt am Main (20. September 2019)

### Studioalben
| Jahr | Titel Musiklabel                | Höchstplatzierung, Gesamtwochen, AuszeichnungChartplatzierungen (Jahr, Titel, Musiklabel, Platzierungen, Wochen, Auszeichnungen, Anmerkungen) | Höchstplatzierung, Gesamtwochen, AuszeichnungChartplatzierungen (Jahr, Titel, Musiklabel, Platzierungen, Wochen, Auszeichnungen, Anmerkungen) | Höchstplatzierung, Gesamtwochen, AuszeichnungChartplatzierungen (Jahr, Titel, Musiklabel, Platzierungen, Wochen, Auszeichnungen, Anmerkungen) | Höchstplatzierung, Gesamtwochen, AuszeichnungChartplatzierungen (Jahr, Titel, Musiklabel, Platzierungen, Wochen, Auszeichnungen, Anmerkungen) | Höchstplatzierung, Gesamtwochen, AuszeichnungChartplatzierungen (Jahr, Titel, Musiklabel, Platzierungen, Wochen, Auszeichnungen, Anmerkungen) | Anmerkungen                                                                           |
| Jahr | Titel Musiklabel                | DE | AT | CH | UK | US | Anmerkungen                                                                           |
| ---- | ------------------------------- | --- | --- | --- | --- | --- | ------------------------------------------------------------------------------------- |
| 1990 | Strap It On Amphetamine Reptile | — | — | — | — | — | Erstveröffentlichung: März 1990 Wiederveröffentlichung: November 1991 über Interscope |
| 1992 | Meantime Interscope Records     | — | — | — | — | US68 Gold · (29 Wo.)US | Erstveröffentlichung: 23. Juni 1992 Verkäufe: + 500.000                               |
| 1994 | Betty Interscope Records        | DE16 (15 Wo.)DE | AT18 (10 Wo.)AT | CH32 (6 Wo.)CH | UK38 (2 Wo.)UK | US45 (12 Wo.)US | Erstveröffentlichung: 21. Juni 1994                                                   |
| 1997 | Aftertaste Interscope Records   | DE52 (3 Wo.)DE | AT22 (7 Wo.)AT | — | — | US47 (5 Wo.)US | Erstveröffentlichung: 18. März 1997                                                   |
| 2004 | Size Matters Interscope Records | DE97 (1 Wo.)DE | — | — | — | US121 (1 Wo.)US | Erstveröffentlichung: 5. Oktober 2004                                                 |
| 2006 | Monochrome Warcon Records       | — | — | — | — | US159 (1 Wo.)US | Erstveröffentlichung: 18. Juli 2006                                                   |
| 2010 | Seeing Eye Dog Work Song        | — | — | — | — | — | Erstveröffentlichung: 7. September 2010                                               |
| 2016 | Dead to the World earMUSIC      | — | — | — | — | — | Erstveröffentlichung: 28. Oktober 2016                                                |
| 2023 | Left earMUSIC                   | — | — | — | — | — | Erstveröffentlichung: 10. November 2023                                               |

### Livealben
| Jahr | Titel Musiklabel       | Anmerkungen                             |
| ---- | ---------------------- | --------------------------------------- |
| 2021 | Live and Rare earMUSIC | Erstveröffentlichung: 26. November 2021 |

### Kompilationen
| Jahr | Titel Musiklabel                                  | Anmerkungen                           |
| ---- | ------------------------------------------------- | ------------------------------------- |
| 1995 | Born Annoying Amphetamine Reptile                 | Erstveröffentlichung: 21. April 1995  |
| 2004 | Unsung: The Best of Helmet (1991–1997) Interscope | Erstveröffentlichung: 27. Januar 2004 |

### Singles
| Jahr | Titel Album             | Höchstplatzierung, Gesamtwochen, AuszeichnungChartplatzierungen (Jahr, Titel, Album, Platzierungen, Wochen, Auszeichnungen, Anmerkungen) | Höchstplatzierung, Gesamtwochen, AuszeichnungChartplatzierungen (Jahr, Titel, Album, Platzierungen, Wochen, Auszeichnungen, Anmerkungen) | Höchstplatzierung, Gesamtwochen, AuszeichnungChartplatzierungen (Jahr, Titel, Album, Platzierungen, Wochen, Auszeichnungen, Anmerkungen) | Höchstplatzierung, Gesamtwochen, AuszeichnungChartplatzierungen (Jahr, Titel, Album, Platzierungen, Wochen, Auszeichnungen, Anmerkungen) | Höchstplatzierung, Gesamtwochen, AuszeichnungChartplatzierungen (Jahr, Titel, Album, Platzierungen, Wochen, Auszeichnungen, Anmerkungen) | Anmerkungen                |
| Jahr | Titel Album             | DE | AT | CH | UK | US | Anmerkungen                |
| ---- | ----------------------- | --- | --- | --- | --- | --- | -------------------------- |
| 1994 | Biscuits for Smut Betty | — | — | — | UK78 (1 Wo.)UK | — | Erstveröffentlichung: 1994 |

Weitere Singles
- 1990: Repetition
- 1991: Unsung
- 1992: Give It
- 1992: In the Meantime
- 1993: Primitive/Born Annoying
- 1993: Just Another Victim (mit House of Pain)
- 1994: Wilma’s Rainbow
- 1994: Milquetoast
- 1997: Like I Care
- 1997: Exactly What You Wanted
- 2004: See You Dead
- 2004: Unwound
- 2005: Smart
- 2006: Gone
- 2006: Monochrome
- 2007: Money Shot